# Aka (isola)
Aka (阿嘉島?, Aka-jima) è un'isola nell'Oceano Pacifico, appartenente all'arcipelago delle Isole Kerama e alla prefettura di Okinawa, in Giappone.
L'isola, comunemente nota anche come Aka-shima, si trova a circa 15 miglia a sudovest dell'isola di Okinawa. Ha un clima subtropicale e una popolazione di circa 330 abitanti.

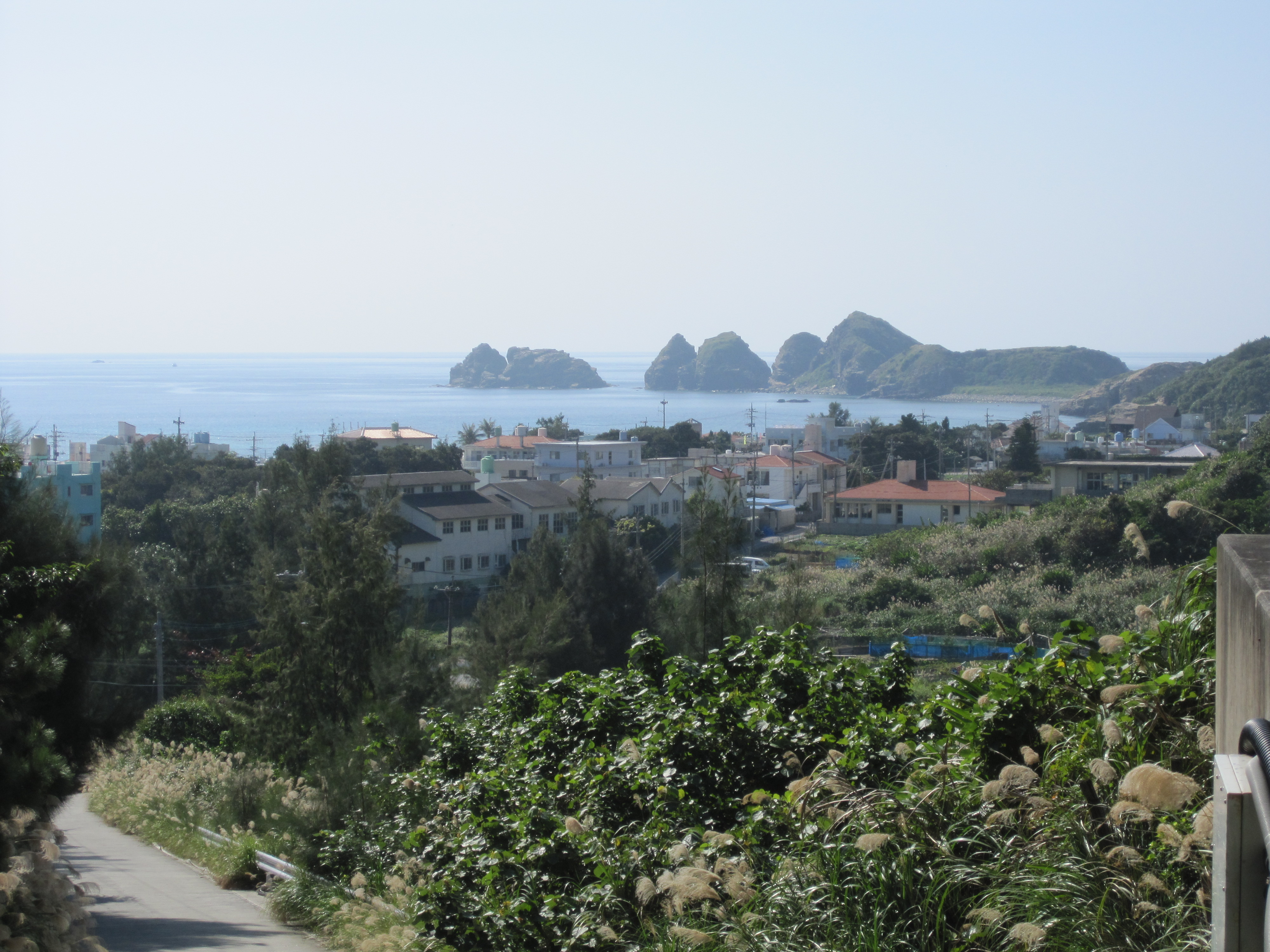
Il villaggio di Aka

## Barriera corallina e natura
Le acque che circondano Aka-jima provengono dalla corrente Kuroshio. Una viva barriera corallina, con una forte varietà di vite marine, rendono la zona un tesoro per scienziati del mare, esploratori subacquei e tuffatori.

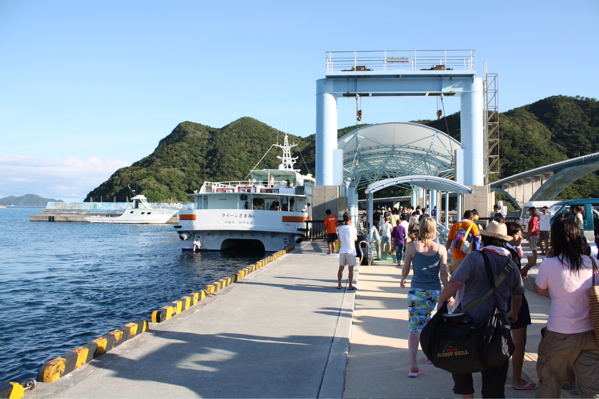
Il traghetto nel tratto di rientro da Aka-jima a Okinawa

Nel 1988 fu fondato il Laboratorio di Scienze Marittime (AMSL) sotto gli auspici dell'Agenzia Giapponese di Scienze e Tecnologie. Molti scienziati visitano AMSL ogni anno per effettuare ricerche sugli ecosistemi della barriera corallina.
Circa 360 specie di pesci e 1640 di invertebrati (compresi i coralli ermatipici) e 220 specie di alghe sono state registrate nelle isole Kerama, ma molti gruppi di organismi non sono ancora stati studiati. tartarughe verdi, tartarughe comuni e tartarughe embricate vi depongono le loro uova in estate. Megattere visitano regolarmente le isole Kerama da gennaio ad aprile per riprodursi.
Akajima è anche nota per la sua fauna terrestre, specialmente i suoi volatili, le farfalle e i ragni Nephila. 
I sika (cervi), una sottospecie del cervo giapponese, si trovano solo nel gruppo delle isole Kerama
e sono in grado di nuotare fra le isole. Questi cervi sono stati definiti specie protetta nazionale dal Giappone.

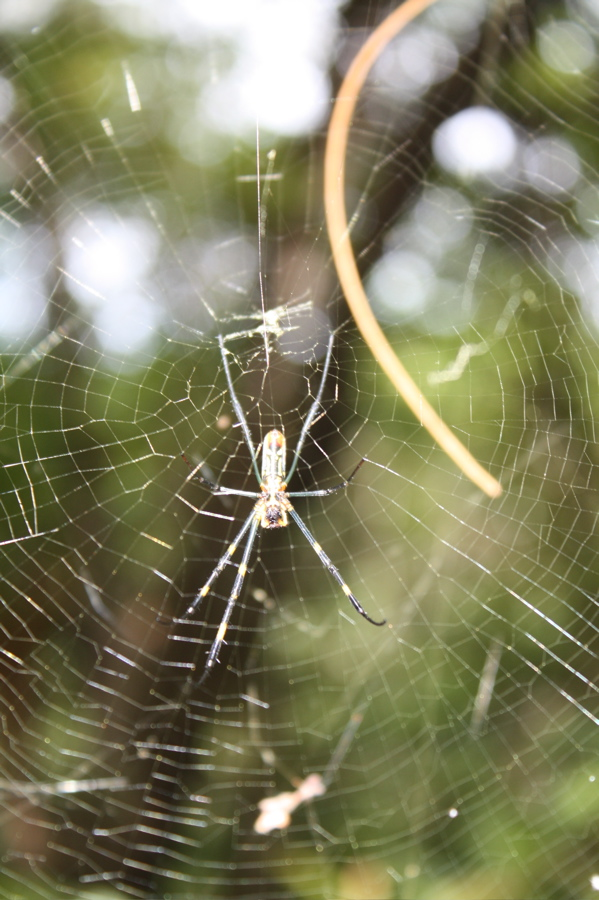
I ragni Nephila sono molto numerosi ad Akajima

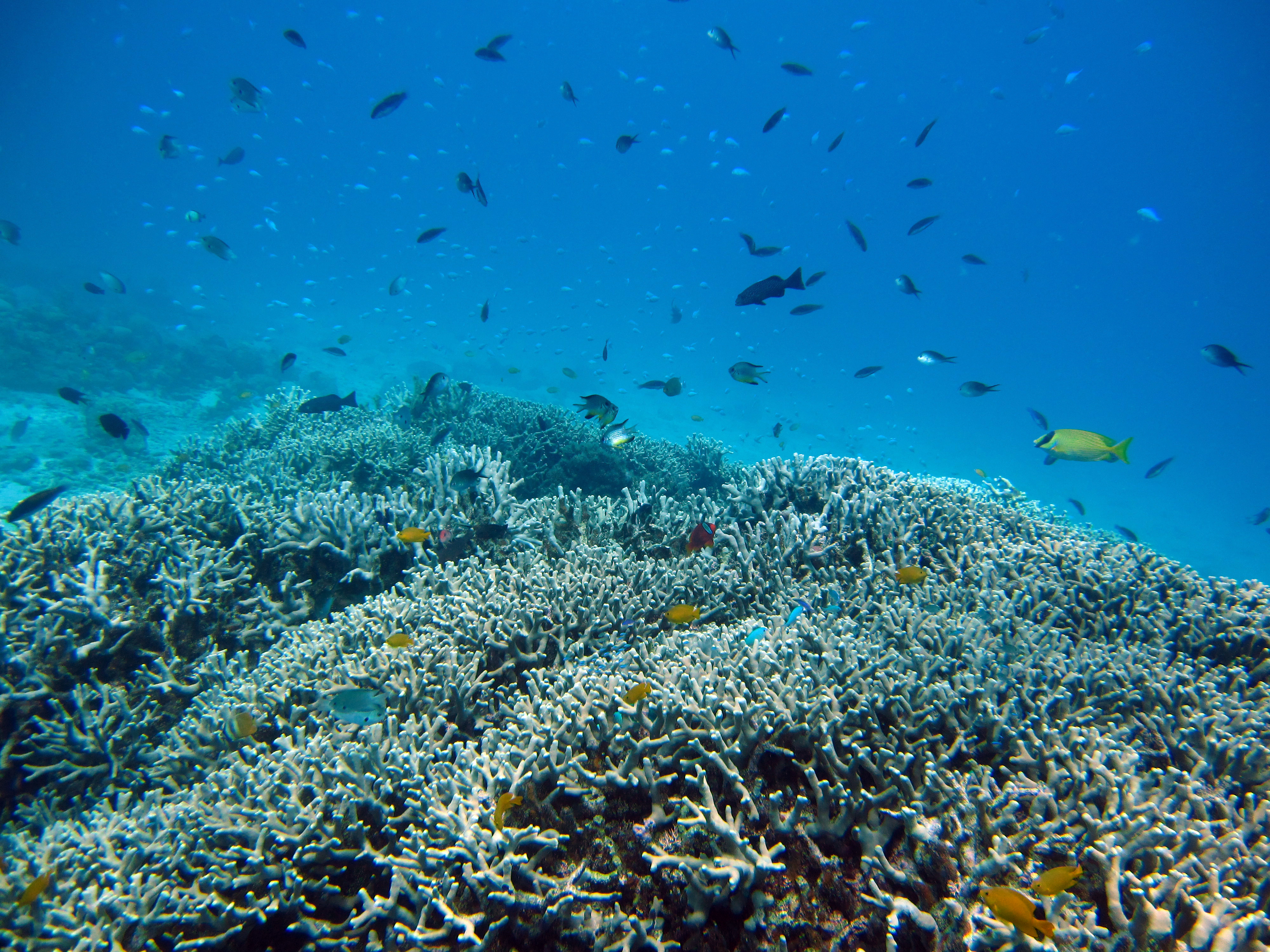
Barriera corallina presso l'isola di Aka
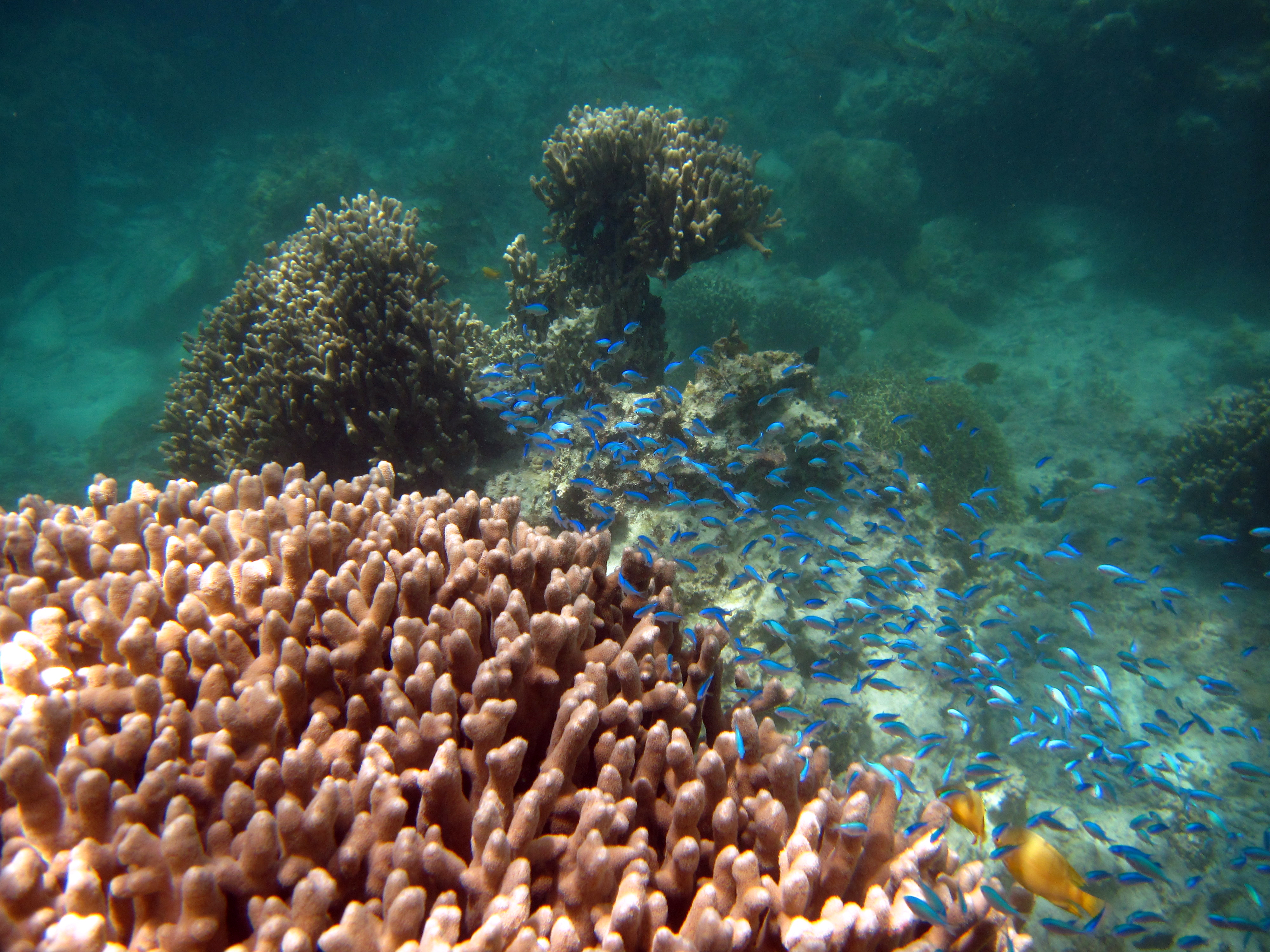
Barriera corallina presso l'isola di Aka
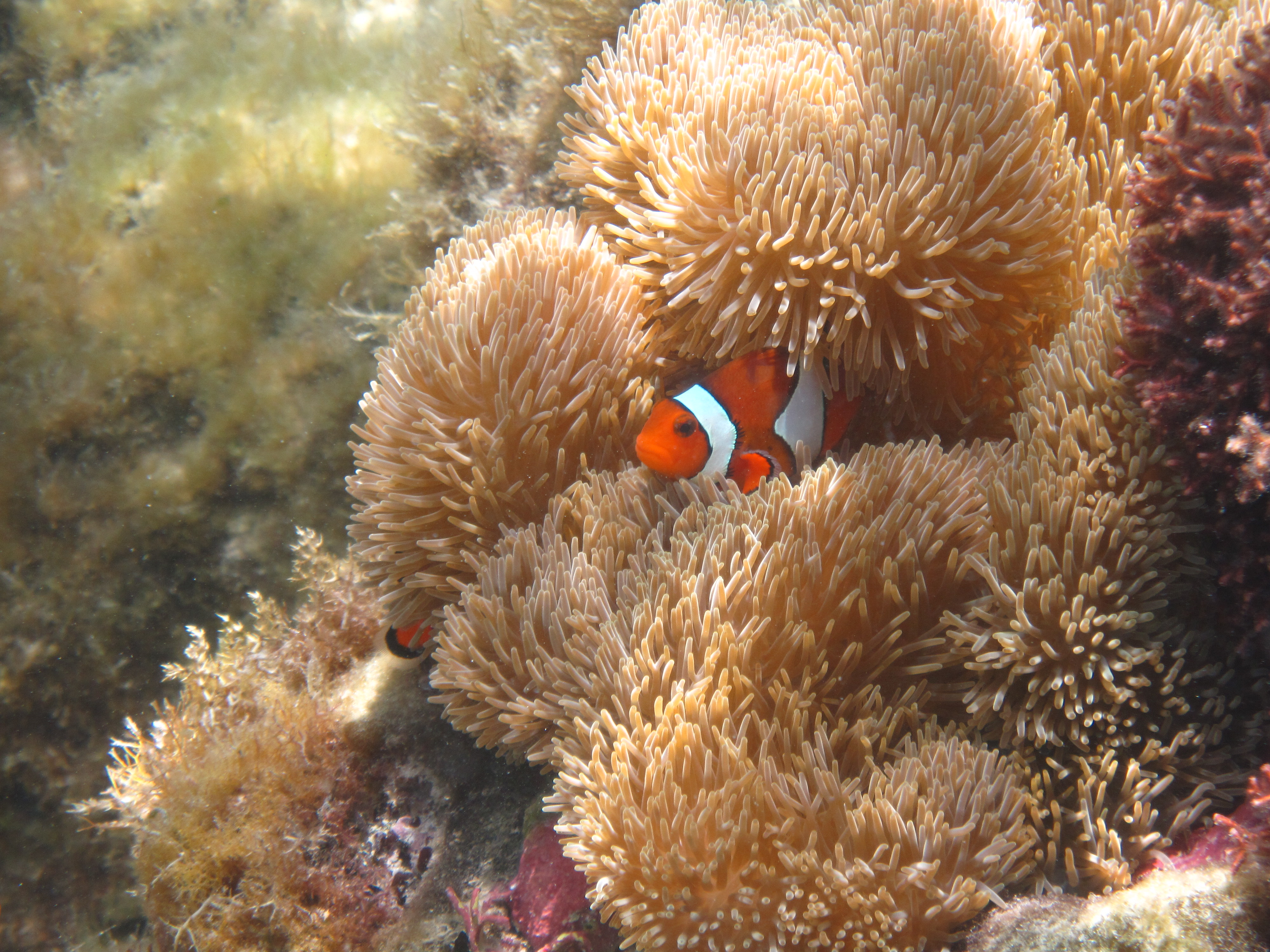
Pesce-pagliaccio presso l'isola di Aka
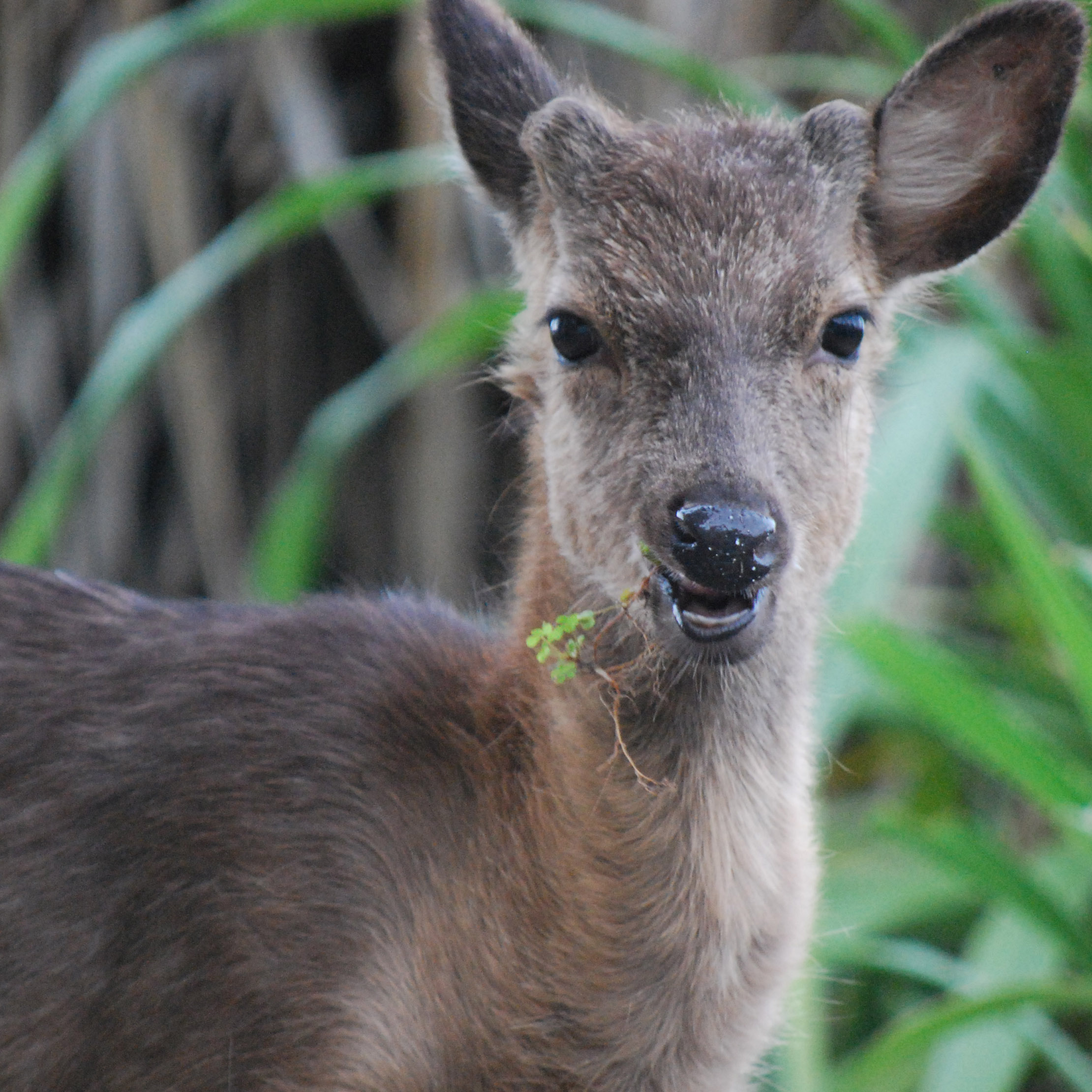
Cervo (sika) delle isole Kerama

## Clima
In estate si verificano condizioni oceanografiche estreme e circa cinque tifoni raggiungono Akajima ogni anno, specialmente all'inizio della stagione. I monsoni settentrionali portano forti venti dal nord e grosse onde morte da ottobre ad aprile.

## Trasporti
Il porto di Akajima è servito da una linea regolare di traghetti che collegano l'isola con la vicina Zamami e la capitale di Okinawa (Naha). L'isola è anche servita da una piccola pista di atterraggio a Fukajijima. Fukajijima, Gerumajima e Akajima sono collegate da ponti stradali.

## Storia
Storicamente, il gruppo di isole Kerama fece parte del Regno delle Ryūkyū. Per circa 600 anni, gli isolani furono impiegati come navigatori per le imbarcazioni commerciali del Regno tra Okinawa e la Cina. Le isole fornivano anche buoni ormeggi sulle rotte marine. Una casa della famiglia Takara, uno dei comandanti di queste imbarcazioni, viene conservata come un'Importante Proprietà Culturale del Giappone.
Aka fu una delle prime località di atterraggio per le Forze degli Stati Uniti nella battaglia di Okinawa.
Le Forze Armate Statunitensi sbarcarono il 26 marzo 1945 e proseguirono nell'occupare le isole di Zamami, Geruma e Tokashiki. Oltre 500 residenti si suicidarono dietro ordine delle truppe giapponesi, per evitare la cattura.
Aka-jima è anche famosa per la storia di due cani: Shiro on Aka-jima e Marilyn on Zamami-jima. Essi s'incontrarono mentre Shiro viaggiava sull'imbarcazione del suo padrone verso Zamami ma la passione fu tale che egli incominciò a nuotare ogni giorno per incontrarsi con Marilyn sulla spiaggia Ama di Zamami.
I locali vedevano spesso Shiro nuotare attraverso lo stretto (3 km). La sua impresa fu così stupefacente che egli guadagnò riconoscimento internazionale e ispirò il film: Marilyn ni Aitai (Io voglio vedere Marilyn). Marilyn morì nel 1987, ponendo fine alle nuotate giornaliere di Shiro ed egli stesso morì alla età avanzata di 17 anni. C'è una statua di Shiro sulla spiaggia di Nishihama (il suo punto di partenza) e un simile monumento a Marilyn si trova a Zamamijima.